# Craugastor punctariolus
Espèce
Synonymes
- Hyla punctariola Peters, 1863
- Eleutherodactylus punctariolus (Peters, 1863)

Statut de conservation UICN

 EN B1ab(iii) : En danger
Craugastor punctariolus est une espèce d'amphibiens de la famille des Craugastoridae.

## Répartition
Cette espèce est endémique du Panama. Elle se rencontre de 400 à 1 700 m d'altitude sur le versant pacifique de la cordillère de Chiriquí et de la serranía de Tabasará.

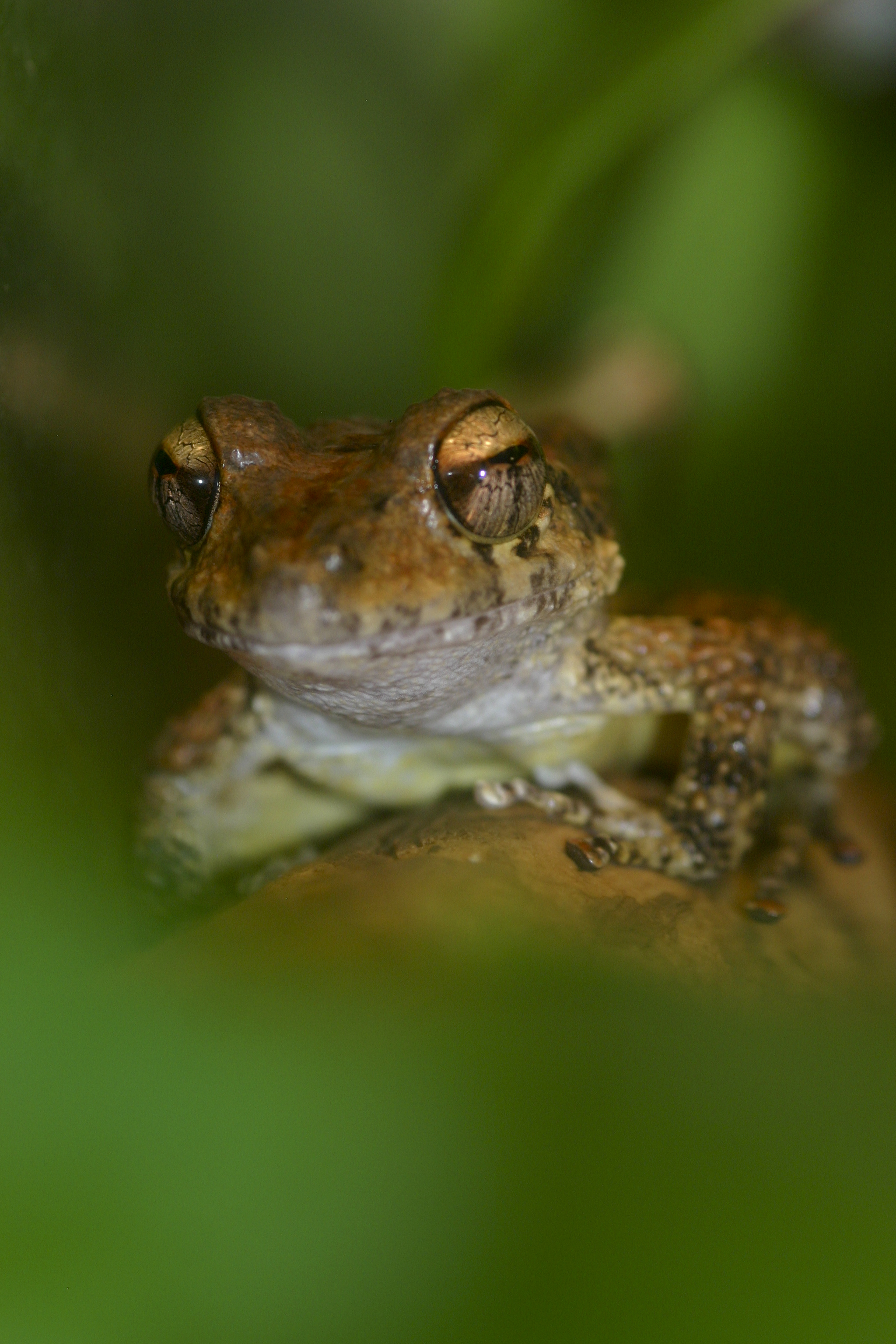
Craugastor punctariolus

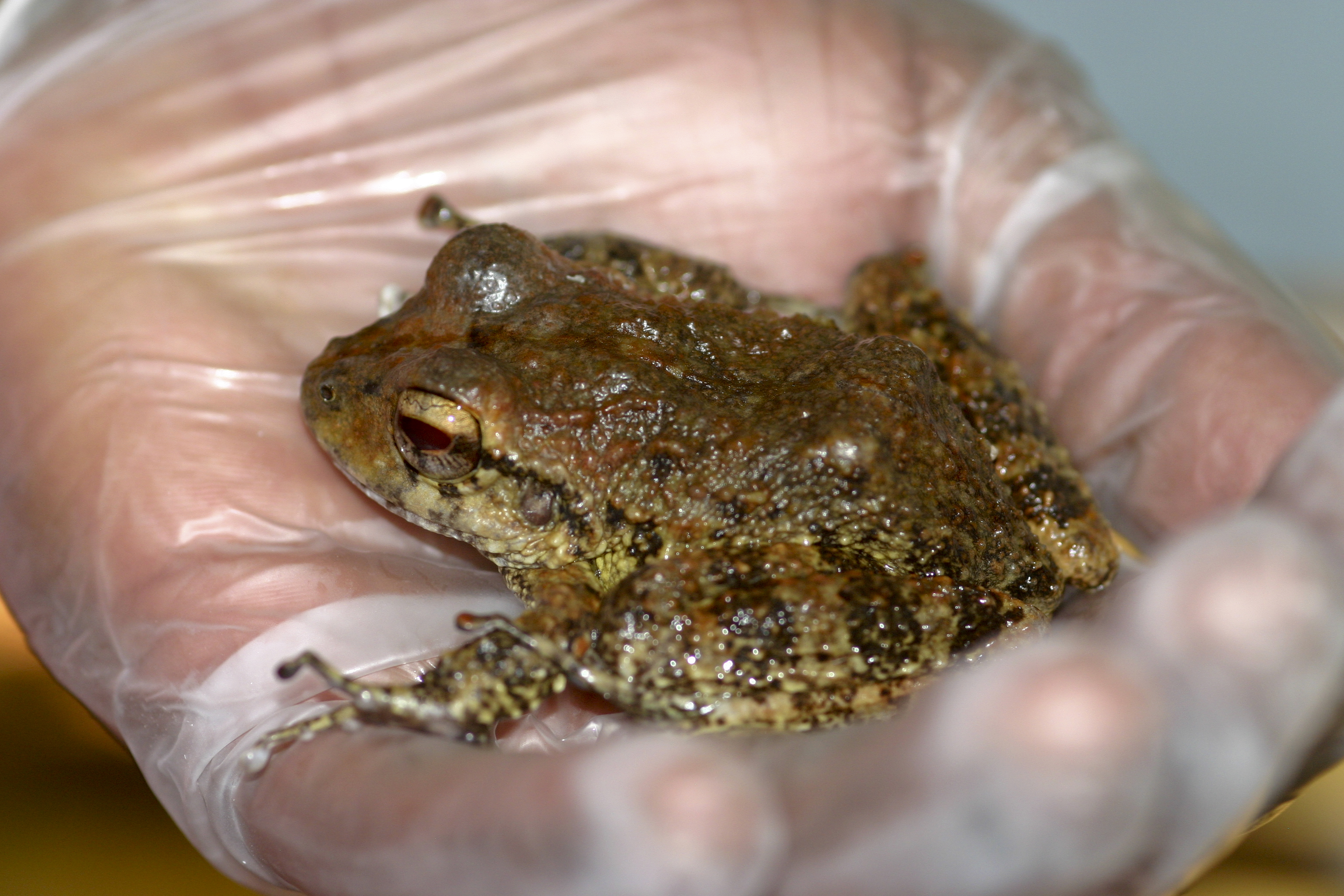
Craugastor punctariolus

## Publication originale
- Peters, 1863 : Fernere Mittheilungen über neue Batrachier. Monatsberichte der Königlich Preussischen Akademie der Wissenschaften zu Berlin, vol. 1863, p. 445-470 (texte intégral).